# Takefusa Kubo
Takefusa Kubo (久保 建英, Kubo Takefusa, Kawasaki, 4 juni 2001) is een Japanse voetballer die doorgaans als vleugelspeler speelt. Hij verruilde Real Madrid in juli 2022 voor Real Sociedad. Kubo debuteerde in 2019 in het Japans voetbalelftal.

## Carrière

### Japan
Kubo begon met voetballen bij FC Persimmon in zijn geboorteplaats. Hij werd in 2010 opgenomen in de jeugdopleiding van Kawasaki Frontale, die hij een jaar later verruilde voor die van FC Barcelona. Kubo speelde 4,5 jaar in de jeugd van de Spaanse club. Hij verliet die in mei 2015 omdat FC Barcelona een sanctie kreeg opgelegd vanwege het overtreden van de regels bij het aantrekken van minderjarige spelers. Hierdoor was hij niet meer gerechtigd om voor de club te spelen voor zijn zestiende verjaardag.
Kubo verkaste naar FC Tokyo. Daarvoor debuteerde hij op 3 mei 2017 in het eerste elftal, tijdens een met 1–0 gewonnen wedstrijd in het toernooi om de J-League Cup thuis tegen Consadole Sapporo. Zijn debuut in de J1 League volgde op 26 november 2017, in een met 2–1 verloren wedstrijd uit bij Sanfrecce Hiroshima. FC Tokyo verhuurde Kubo in augustus 2018 voor een half jaar aan Yokohama F. Marinos. Na terugkomst groeide hij uit tot basisspeler bij FC Tokyo.

### Spanje
Kubo verruilde FC Tokyo in juli 2019 voor Real Madrid, waar hij een contract tekende tot medio 2025. Hiervoor zou hij nooit een wedstrijd spelen. De Spaanse club verhuurde hem in augustus 2019 meteen voor een jaar aan Mallorca. Dat promoveerde in het voorgaande seizoen naar de Primera División. Kubo speelde dat seizoen bijna alle speelronden. In 23 daarvan was hij basisspeler en in 4 kwam hij tot scoren. Hij kon niet voorkomen dat zijn ploeggenoten en hij onder de degradatiestreep eindigden. Kubo bleef zelf wel in de Primera División. Real Madrid verhuurde hem in augustus 2020 voor een halfjaar aan Villarreal en in januari 2021 voor de rest van het seizoen aan Getafe. Hij fungeerde bij beide clubs voornamelijk als invaller. Kubo kwam in dienst van Villarreal wel voor het eerst uit in een Europese competitie, de Europa League. Daarin speelde hij dat jaar tegen Sivasspor, Qarabağ en Maccabi Tel Aviv. Real Madrid verhuurde Kubo in augustus 2021 voor een vierde keer, opnieuw aan Mallorca. Dat was net weer gepromoveerd naar de Primera División. Deze keer wisten zijn teamgenoten en hij zich wel te behouden, met één punt meer dan nummer achttien Granada. Kubo's aandeel was deze keer bescheidener dan in zijn eerste periode bij Mallorca.
Kubo verliet Real Madrid in juli 2022 definitief. Hij tekende die maand voor vijf jaar bij Real Sociedad, de nummer zes van Spanje in het voorgaande seizoen. Hier gaf coach Imanol Alguacil hem meteen een basisplaats. Hij speelde dat jaar 35 speelronden, waarvan 29 vanaf de aftrap. Daarbij scoorde hij negen keer, waaronder het winnende doelpunt in competitiewedstrijden tegen Cádiz en Almería en het openingsdoelpunt tijdens een 2–0 overwinning op Real Madrid. Zijn ploeggenoten en hij werden dat jaar vierde en plaatsten zich daarmee voor de Champions League.

## Clubstatistieken
| Seizoen     | Club                  | Competitie       | Competitie | Competitie | Competitie | Beker | Beker | Beker | Internationaal | Internationaal | Internationaal | Totaal | Totaal | Totaal |
| Seizoen     | Club                  | Competitie       | Wed.       | Dlp.       | Ass.       | Wed.  | Dlp.  | Ass.  | Wed.           | Dlp.           | Ass.           | Wed.   | Dlp.   | Ass.   |
| ----------- | --------------------- | ---------------- | ---------- | ---------- | ---------- | ----- | ----- | ----- | -------------- | -------------- | -------------- | ------ | ------ | ------ |
| 2017        | FC Tokyo              | J1 League        | 2          | 0          | 0          | 2     | 0     | 0     | —              | —              | —              | 4      | 0      | 0      |
| 2018        | FC Tokyo              | J1 League        | 4          | 0          | 0          | 6     | 1     | 0     | —              | —              | —              | 10     | 1      | 0      |
| Club totaal | Club totaal           | Club totaal      | 6          | 0          | 0          | 8     | 1     | 0     | 0              | 0              | 0              | 14     | 1      | 0      |
| 2018        | → Yokohama F. Marinos | J1 League        | 5          | 1          | 0          | 1     | 0     | 1     | —              | —              | —              | 6      | 1      | 1      |
| Club totaal | Club totaal           | Club totaal      | 5          | 1          | 0          | 1     | 0     | 1     | 0              | 0              | 0              | 6      | 1      | 1      |
| 2019        | FC Tokyo              | J1 League        | 13         | 4          | 4          | 3     | 1     | 0     | —              | —              | —              | 16     | 5      | 4      |
| Club totaal | Club totaal           | Club totaal      | 19         | 4          | 4          | 11    | 2     | 0     | 0              | 0              | 0              | 30     | 6      | 4      |
| 2019/20     | Real Madrid           | Primera División | 0          | 0          | 0          | 0     | 0     | 0     | 0              | 0              | 0              | 0      | 0      | 0      |
| Club totaal | Club totaal           | Club totaal      | 0          | 0          | 0          | 0     | 0     | 0     | 0              | 0              | 0              | 0      | 0      | 0      |
| 2019/20     | → RCD Mallorca        | Primera División | 35         | 4          | 5          | 1     | 0     | 0     | —              | —              | —              | 36     | 4      | 5      |
| Club totaal | Club totaal           | Club totaal      | 35         | 4          | 5          | 1     | 0     | 0     | 0              | 0              | 0              | 36     | 4      | 5      |
| 2020/21     | → Villarreal CF       | Primera División | 13         | 0          | 0          | 1     | 0     | 0     | 5              | 1              | 3              | 19     | 1      | 3      |
| Club totaal | Club totaal           | Club totaal      | 13         | 0          | 0          | 1     | 0     | 0     | 5              | 1              | 3              | 19     | 1      | 3      |
| 2020/21     | → Getafe CF           | Primera División | 18         | 1          | 1          | 0     | 0     | 0     | —              | —              | —              | 18     | 1      | 1      |
| Club totaal | Club totaal           | Club totaal      | 18         | 1          | 1          | 0     | 0     | 0     | 0              | 0              | 0              | 18     | 1      | 1      |
| 2021/22     | → RCD Mallorca        | Primera División | 28         | 1          | 1          | 3     | 1     | 2     | —              | —              | —              | 31     | 2      | 3      |
| Club totaal | Club totaal           | Club totaal      | 63         | 5          | 6          | 4     | 1     | 2     | 0              | 0              | 0              | 67     | 6      | 8      |
| 2022/23     | Real Sociedad         | Primera División | 35         | 9          | 7          | 2     | 0     | 0     | 7              | 0              | 2              | 44     | 9      | 9      |
| 2023/24     | Real Sociedad         | Primera División | 30         | 7          | 4          | 3     | 0     | 0     | 8              | 0              | 1              | 41     | 7      | 5      |
| 2024/25     | Real Sociedad         | Primera División | 23         | 4          | 0          | 3     | 0     | 1     | 9              | 2              | 2              | 35     | 6      | 3      |
| Club totaal | Club totaal           | Club totaal      | 88         | 20         | 11         | 8     | 0     | 1     | 24             | 2              | 5              | 120    | 22     | 17     |
| TOTAAL      | TOTAAL                | TOTAAL           | 206        | 31         | 22         | 25    | 3     | 4     | 29             | 3              | 8              | 260    | 37     | 34     |

Bijgewerkt t/m 6 juni 2022

## Interlandcarrière
Kubo behoorde tot verschillende Japanse nationale jeugdelftallen. Hij nam met Japan –17 deel aan het WK –17 van 2017 en met Japan –20 aan het WK –20 van 2017. Kubo debuteerde op 9 juni 2019 in het Japans voetbalelftal, in een met 2–0 gewonnen oefeninterland thuis tegen El Salvador. Hij viel toen in de 67e minuut in voor Takumi Minamino. Hij nam diezelfde maand met Japan deel aan de Copa América 2019. Kubo maakte in de jaren die volgden wisselvallige tijden door bij de nationale ploeg. Hij wisselde basisplekken af met invalbeurten en reserveplekken en werd soms ook niet opgeroepen voor interlands. Bondscoach Hajime Moriyasu nam hem in 2022 mee naar het WK 2022. Hierop stond hij twee groepswedstrijden in de basis. Hij werd in allebei in de rust gewisseld.

## Statistieken
| Japans voetbalelftal | Japans voetbalelftal | Japans voetbalelftal |
| Jaar                 | Wed.                 | Dlp.                 |
| -------------------- | -------------------- | -------------------- |
| 2019                 | 7                    | 0                    |
| 2020                 | 4                    | 0                    |
| 2021                 | 2                    | 0                    |
| 2022                 | 9                    | 1                    |
| 2023                 | 3                    | 1                    |
| Totaal               | 25                   | 2                    |

1 Remiro ·
2 Odriozola ·
3 Muñoz ·
4 Zubimendi ·
5 Zubeldia ·
6 Elustondo ·
7 Barrenetxea ·
8 Zacharjan ·
9 Óskarsson ·
10 Oyarzabal  ·
11 Becker ·
12 López ·
13 Marrero ·
14 Kubo ·
16 González de Zarate ·
16 Olasagasti ·
17 Gómez · 
18 Traoré · 
19 Sadiq ·
20 Pacheco ·
21 Aguerd ·
22 Turrientes ·
23 Méndez ·
24 Sučić ·
25 Magunazelaia ·
26 Aramburu ·
28 Marín ·
Coach: Alguacil
· Assistent-coach: Ansotegi
1 Kawashima ·
2 Yamane ·
3 Taniguchi ·
4 Itakura ·
5 Nagatomo ·
6 Endo ·
7 Shibasaki ·
8 Doan ·
9 Mitoma ·
10 Minamino ·
11 Kubo ·
12 Gonda ·
13 Morita ·
14 J. Ito ·
15 Kamada ·
16 Tomiyasu ·
17 Tanaka ·
18 Asano ·
19 Sakai ·
20 Machino ·
21 Ueda ·
22 Yoshida  ·
23 Schmidt ·
24 Soma ·
25 Maeda ·
26 H. Ito ·
Coach: Moriyasu